# I女性会議
I女性会議（あいじょせいかいぎ）は、日本の女性権利団体。1962年4月14日に「日本婦人会議」として設立され、日本社会党を支持する女性団体であった。2002年に現在の団体名に改称した。

## 概要
1962年1月20日日本社会党は第21回党大会を開催し、同大会で同党婦人部から「社会党には婦人の支持票が400万以上あるが、安保反対の闘いで『人権を守る婦人協議会』に結集した婦人の力や母親運動を考えれば、単なる支持票としておかず、これを組織することが必要ある」との動議が出された。党はこれを取り上げ、同月、外郭団体として結成するとの決定を下した。
その後、一旦は外郭の女性団体設立の方針は取り消されたものの、同年4月14日には「日本婦人会議」(にほんふじんかいぎ）が結成された。同組織は、集団指導体制をしくことが決まり、田中寿美子(後に日本社会党中央執行副委員長)、松岡洋子、岸輝子、深尾須磨子、羽仁説子、高田なほ子(日教組初代婦人部長・同党党員)、野口政子、田所八重子の8人が議長に選ばれた。結成大会では、「平和憲法のもとに、婦人の地位向上と解放のため、全日本の婦人の力を結集することを目的」とし、「社会党の支持団体としてではなく、自主的な女性の大衆組織」とすることが宣言されたものの、実態は社会党支持の女性団体であった。日本の女性運動は1960年代初めから政党の系列化が進んでおり、自由民主党は「全日本婦人連盟」を、民社党は「日本婦人教室の会」を設立していた（後述）。
1972年の市川房枝の著「私の婦人運動」によると、日本社会党は日本婦人会議、日本共産党は「新日本婦人の会」を外郭団体としており、相互支援関係にあると記している。
2002年に「I女性会議」に名称を変更した。I女性会議の「I」は、私自身、女の友愛、真実を見抜く目を意味するという。全国組織であり、東京都に中央本部を置くほか全国各地に支部を有する。機関紙は「I女のしんぶん」(月2回発行）。
護憲の立場をとり、平和憲法を遵守し、女性差別撤廃条約や男女共同参画社会基本法の概念が日本社会に浸透するために活動している。また、日本軍の慰安婦問題、子どもの買春、ドメスティック・バイオレンス、人身売買問題など過去から現代に至るまでの女性に対する暴力を批判し、これをなくす為の活動をしている。また合成洗剤に端を発する環境問題や富士見産婦人科病院事件などの女性の身体の自己決定権をめぐる問題に関しても対処していくと言う。
女性政治家を増やすことを目指しており、田中寿美子(社会党)、高田なほ子(社会党)や清水澄子(社会党、社民党)などを会から輩出した。現在では日本社会党の系譜である社会民主党や立憲民主党の両党を主に支持している。2024年時点で、立憲民主党が支援したI女性会議香川県本部議長出身、東京本部副部長兼任の地方議員がいる。

主な共闘団体に同じく、立憲民主党、社民党などを支持する平和フォーラムやふぇみん婦人民主クラブがある。
部落解放同盟とも共闘関係にあり、両者ともフォーラム平和・人権・環境の加盟団体である。徳島・人権平和運動センター、立憲民主党徳島県総支部連合会、社会民主党徳島県連合、部落解放同盟徳島県連合会の5団体による組織も徳島県にて結成している。
また、連合と全労連の双方が加盟している国際婦人年連絡会に加盟しており、国内では日本共産党系の女性団体の新日本婦人の会、日本生活協同組合連合会、日本カトリック女性団体連盟、日本聖公会女性団体連絡協議会、全国婦人相談員連絡協議会、全国女性税理士連盟、日本女性科学者の会、日本女医会、日本女性法律家協会、国際的には婦人国際平和自由連盟（WILPF）や国連女性の地位委員会、国連ウイメン日本協会東京らとも交流関係にある。

## 政党系列の女性団体一覧
1960年代に日本の女性運動は政党の系列化が進んだ。以下は各団体の一覧である。
| 名称             | 設立日         | 政党       | 役員                                | 備考                                 |
| ---------------- | -------------- | ---------- | ----------------------------------- | ------------------------------------ |
| 全日本婦人連盟   | 1960年11月2日  | 自由民主党 | 初代代表幹事：中河幹子              |                                      |
| 日本婦人教室の会 | 1961年4月13日  | 民社党     | 初代会長：赤松常子                  | 1969年に「日本民主婦人の会」に改称。 |
| 日本婦人会議     | 1962年4月14日  | 日本社会党 | 初代議長：田中寿美子ほか計8人       | 2002年に「I女性会議」に改称。        |
| 新日本婦人の会   | 1962年10月19日 | 日本共産党 | 初代代表委員：平塚らいてうほか計6人 |                                      |
| 日本主婦同盟     | 1968年10月7日  | 公明党     | 初代議長：上原京子                  |                                      |
| 働く婦人の会     | 1968年10月16日 | 公明党     | 初代委員長：平光レイ子              |                                      |